# Качалов, Николай Александрович
Никола́й Алекса́ндрович Кача́лов (14 апреля 1818 года, усадьба Малюково, Новгородская губерния — 28 октября 1891 года, Петербург) — тайный советник, директор Департамента таможенных сборов Министерства финансов Российской империи,  автор книги воспоминаний «Записки тайного советника». 

## Биография
Родился 14 апреля 1818 года в семье старинного дворянского рода Качаловых Новгородской губернии. Воспитание получил в Морском корпусе, откуда выпущен мичманом 23 декабря 1838 года. Прослужив несколько лет в Балтийском флоте, 15 августа 1845 года вышел в отставку, поселился в своих поместьях (имение Хвалевское, село Борисово-Судское) и занимался хозяйством. 28 сентября 1854 года вернулся на военную службу и в 1855—1863 годах в чине капитан-лейтенанта был предводителем дворянства Белозерского уезда.

### Председательство в земской управе и сотрудничество с цесаревичем Александром Александровичем
В 1865 году был избран первым председателем первой открытой в России губернской земской управы в Новгороде. Н. А. Качалов посвятил новому делу все свои силы и руководил работами управы; изучив Земское положение, он обнаружил и знание местных условий, и административные способности. Являлся членом губернского дворянского депутатского собрания и почётным мировым судьёй Белозерского уезда.
Его деятельность привлекла высокое внимание тогда ещё наследника престола Александра Александровича; в январе 1868 года наследник цесаревич пожелал познакомиться с Н. А. Качаловым и неоднократно с ним беседовал, расспрашивая об экономическом положении северных губерний и о деятельности земства. Лето 1867 г. было неурожайное, и с первых месяцев 1868 года население многих местностей начало терпеть сильный недостаток в продовольствии. В феврале под председательством генерал-адъютанта Н. В. Зиновьева и под почётным председательством наследника цесаревича был учреждён комитет для пособия нуждающимся. Благодаря энергии председателя Комитета было доказано, что действительно существует голод, хотя некоторые органы власти это отрицали, и были приняты энергичные меры для борьбы с ним. План закупки хлеба и доставки его в голодающие местности, составленный самим цесаревичем и несколько видоизменённый по советам Н. А. Качалова, которому цесаревич оказывал в этом деле особенное доверие, был осуществлён с успехом. Хлеб был закуплен дёшево и доставлен своевременно, население избавлено от бедствия. По закрытии Комитета Качалов 15 ноября 1868 года был произведён в действительные статские советники и получил лестный рескрипт от Его Высочества.
В течение 1865—1868 годов при участии Н. А. Качалова новгородское губернское земство сделало очень много для здравоохранения и народного образования. Тогда в России не было ещё учительских семинарий и контингент учителей, обучавших по деревням, был очень плох; все они были приглашены в Новгород, и известный педагог барон Косинский (1839—1883) по просьбе губернской земской управы занимался с ними в течение лета, сообщил им новые методы, дал несколько полезных практических указаний и успел благотворно подействовать на их нравственность. Во всех существовавших школах быстро увеличилось число учащихся и потребовалось открытие новых школ. Средства на это были найдены таким путём: земство приняло на себя содержание почти всех почтовых станций и на сумму, которую Министерство внутренних дел платило за это прежде подрядчикам, а теперь передало земству, земство не только значительно улучшило почтовое дело, но и получило деньги на школы.

### Губернаторство
В мае 1869 года Н. А. Качалов был назначен Архангельским губернатором; император Александр Николаевич лично дал ему поручение — обратить особенное внимание на экономическое положение края и представить свои соображения о местных нуждах. Но прежде чем отправиться к месту нового назначений Н. А. Качалов сопровождал, по желанию Наследника Цесаревича, Его Высочество в поездке Его с Цесаревною и с Великим Князем Алексеем Александровичем, через Москву, Нижний, Царицын и Донскую область в Крым.
В Архангельск Н. А. Качалов прибыл осенью 1869 года, и всю зиму посвятил объездам и изучению своей губернии; в феврале 1870 года он был в Петербурге и лично представил Государю доклад, удостоившийся полного одобрения; в то же время министр финансов Рейтерн, Михаил Христофорович предложил Н. А. Качалову место директора департамента таможенных сборов и Качалов принял его, выговорив только себе условие что до ноября месяца ему будет предоставлена возможность окончить разработку статистических материалов, собранных им в архангельской губернии. Летом 1870 года Н. А. Качалов сопровождал великого князя Алексея Александровича в его поездке от Вологды в Архангельск и далее по Белому морю и Северному океану. В октябре месяце состоялось назначение его директором департамента, и 11 ноября 1870 г. он вступил в должность. Сын Н. А. Качалова, Николай Николаевич Качалов, с 1905 по 1907 год был также архангельским губернатором.

### Директор Департамента таможенных сборов
На этом месте он оставался 12 лет, до апреля 1882 года. В его управление таможенной частью была введена уплата таможенных пошлин золотом, устроена таможенная часть по вновь установленным между Россией и Турцией, Россией и Румынией границам, таможенная часть Кавказа подчинена общеимперскому таможенному управлению, устроено и открыто портофранко в Батуме; во многих прибалтийских городах устроены новые лучшие таможенные помещения. Обращая большое внимание на состав и содержание таможенной стражи, H. A. Качалов учредил два обширные училища для детей недостаточных служащих и содействовал возведению нескольких церквей по границам России с Пруссией и Австрией в таких местах, где жило много стражников, а церквей православных поблизости не было. Оставив управление департаментом, Н. А. Качалов до смерти состоял членом совета министра финансов и в 1885 году был назначен председателем комиссии для окончательной разработки собранных ещё ранее им же материалов о положении Архангельской губернии. Как общественный деятель Н. А. Качалов отличался энергией, в сношениях с высшими прямотою и непоколебимою стойкостью в том, что считал правым делом; в частной и семейной жизни это был симпатичный и почтенный человек. Н. А. Качалов оставил после себя обширные записки обо всей своей служебной деятельности, написанные в 1883—1888 гг., содержащие ценные сведения об императоре Александре Александровиче, благосклонностью которого он долго пользовался и к которому со своей стороны питал особенную преданность и любовь.
Скончался 28 октября 1891 года. Похоронен на Смоленском православном кладбище в Санкт-Петербурге.

### Семья и потомки
Жена (с 20 июня 1848; Хвалевское) — Александра Павловна Долгово-Сабурова (1828—1901), дочь Павла Яковлевича, отставного полковника и местного помещика, передавшего деревни и земли усадьбы Хвалевское в качестве приданого (ныне расположена на окраине села Борисово-Судское). У Николая Александровича и Александры Павловны было 15 детей, из которых 12 дожили до зрелого возраста, из них:
- Павел (1851—1897) — старший офицер яхты «Царевна»;
- Николай (1852—1909) — архангельский губернатор (1905—1907);
  - внук Качалов, Николай Николаевич (1883, Дрезден — 1961, Ленинград) — член-корреспондент АН СССР, лауреат Государственной премии;
  - внук Качалов, Лев Николаевич (1888—197,4 Рига) — главный бухгалтер фарфоровой фабрики Кузнецова;
    - правнук Качалов, Николай Львович (1911, Царское Село — 1997, Рига) — главный органист Домского собора в Риге;
    - правнучка Качалова, Варвара Львовна (1930, Рига — 2020, Рига) — первая арфа в Латвийской опере в Риге. Ее дочь Вера Войцеховская-Качалова (родилась в 1970 году в Риге) с супругом Юрием Войцеховским выкупила и восстановила усадьбу Качаловых Хвалевское;
- Александра (1856—1927)[10]; замужем за Петром Львовичем Блоком (1854—1916)
  - внук Блок, Георгий Петрович (1888—1962) — советский литературовед;
- Владимир (1864—1941, умер во время блокады[11]) — камергер; строитель Главных Массандровских винных подвалов и Ливадийского дворца, управляющий дворцом Массандра и Ливадийским дворцом.

Потомки Н. А. Качалова проживают в Петербурге, Москве, Риге, Лондоне, Париже, Нью-Йорке и в других городах.

## Награды и признание
- первый почётный гражданин Белозерска[источник не указан 4493 дня]
- почётный гражданин Архангельска (14.12.1870)[12]

### Записки Качалова
В июле 2013 года вышла книга воспоминаний Н. А. Качалова «Записки тайного советника», выдержки из которых опубликованы в номере 95 журнала «Наше наследие» (октябрь 2010). Уникальный исторический документ «Записки Качалова», обнаруженный в 2007 году в архивах Российской академии наук, впервые опубликован в издательстве «Новый Хронограф». В книге отражены важные события и выдающиеся деятели России середины XIX века. В 2016 году было выпущено 2-е издание, в 2018 году — 3-е издание, исправленное и дополненное.

### Усадьба Качаловых «Хвалевское»
В 2009 году усадьба Хвалевское была приобретена семьей праправнучки Н. А. Качалова и в том же году были начаты восстановительные работы которые продолжались 5 лет. Открытие усадьбы состоялось в 2014 году. Также в 2009—2010 годах потомками была восстановлена Церковь Покрова на Нижней Чужбойке, расположенная неподалёку от усадьбы. Рядом с церковью захоронены родители супруги Н. А. Качалова и трое его детей.

## Комментарии
1. ↑  В течение 1868 года Качалов прошёл путь от чина капитан-лейтенанта (9-й класс Табели о рангах) до чина действительного статского советника (4-й класс Табели), что являлось чрезвычайно редким явлением для чинопроизводства в Российской империи и исключительной наградой, жалуемой вне правил по особому высочайшему соизволению (в обычном порядке для такого повышения требовалось служить не менее 15 лет). В официальных изданиях Российской империи сведения о пожаловании Качалову промежуточных чинов (с 8-го по 5-й класс) отсутствуют.